# Barteria dewevrei
Barteria dewevrei là một loài thực vật có hoa trong họ Lạc tiên. Loài này được De Wild. & T.Durand mô tả khoa học đầu tiên năm 1899.